# Managers Zonder Grenzen
Managers Zonder Grenzen of Managers Sans Frontières is een Belgische niet-gouvernementele organisatie met het doel ondernemers in ontwikkelingslanden te helpen met audits, managementopleidingen, stageplaatsen, advies en partnerschips met bedrijven. Managers zonder Grenzen werkte samen met andere NGO’s, alsmede bedrijven, buitenlandse Business Schools, “not-for-profit” organisaties, administraties en officiële instellingen. 
Het initiatief voor de organisatie werd genomen door Jan Vandendriessche en een aantal alumni van Vlerick Leuven Gent Management School. De meeste projecten werden ingevuld met Alumni van de Vlerick en Solvay Business Schools. Jongere professionals met een tiental jaar beroepservaring beleefden hiermee verijkende ervaringen.
Voorbeelden van projecten zijn: 
- Mozambique - Catembe Gallery Hotel
- Oeganda - The Kiki Fair Trade Company ; Pater Kiki Gillain had met eigen middelen een vrachtwagen gekocht om producten van de boeren rechtstreeks op de markt te verkopen. zo kregen de boeren meer voor hun producten. In september 2003 ging een Belgische manager ging ter plaatse kijken om een haalbaarheidsstudie te maken. De vraag was of een commercieel bedrijf of een coöperatieve vereniging het beste was.
- Guinée Conakry - Regie de Traction Animale,

In Canada is een soortgelijke organisatie, MBAs Without Borders.